# Marcel Ongenae
Marcel Ongenae (Jabbeke, 3 luglio 1934 – Torhout, 8 ottobre 2014) è stato un ciclista su strada belga,professionista dal 1958 al 1967.

## Carriera
Oltre ai numerosi successi in corse minori del Belgio, conquistò nel 1963 la Gullegem Koerse. Era il fratello del corridore Dirk Ongenae

## Palmares
- 1956

5a tappa Driedaagse van Antwerpen
- 1957

GP d'Isbergues
- Circuit Dunquerque
- 1958

Circuit d'Aquitaine
- 1959

Omloop Lejedal
- 1963

Gullegem Koerse

## Piazzamenti

### Grandi giri
- Giro d'Italia

1958: ritirato